# Maksimilijan Daublebsky
Baron Maksimilian Daublebsky von Eichhain, avstro-ogrski viceadmiral, * 17. januar 1865, Dunaj, † 28. avgust 1939, grad Belnek, Drtija

## Življenje in delo
Bil je sin admirala Maximiliana Daublebskega von Sterneck, vrhovnega poveljnika avstro-ogrske vojne mornarice in baronice Amalije Spiegelfeld, poročen je bil z baronico Elizabeto Minutillo.
Upokojil se je tik pred prvo svetovno vojno, vendar so ga ob začetku vojne reaktivirali. Bil je odlikovan z avstrijskim Redom železne krone III. stopnje, z danskim redom Dannebrog III. stopnje in z bolgarskim redom Sv. Aleksandra V. stopnje.
Po vojni je živel na svojem dvorcu Belnek v Drtiji v Moravški dolini.